# Anomala doryphorina
Anomala doryphorina är en skalbaggsart som beskrevs av Bates 1888. Anomala doryphorina ingår i släktet Anomala och familjen Rutelidae. Inga underarter finns listade i Catalogue of Life.